# 東京独立雑誌
『東京独立雑誌』（とうきょうどくりつざっし）は、1898年（明治31年）に山県悌三郎が持主、内村鑑三が主筆になり創刊した雑誌である。

## 経緯
『萬朝報』の記者であった内村鑑三は、1898年4月21日朝報社の山県五十雄とともに、その兄で学海指針社の創設者山県悌三郎を訪ねて新雑誌の発行の計画を相談した。山県悌三郎は毎月100円の援助を了承した。そして、内村は4月24日に辞表を提出した。社主の黒岩涙香は熱心に慰留したが、5月4日には辞表を受け入れ、円満退社をすることになった。1898年5月22日に萬朝報誌上に「退社の辞」を掲げて退職した。
6月10日より内村が主筆になり『東京独立雑誌』を創刊した。雑誌の表紙には「社会、政治、文学、科学、教育、並びに、宗教上の諸問題を正直に、自由に大胆に評論討議す。」とあり、社会全般について、論じようとした雑誌である。創刊号には大島正健が寄稿し、東京独立雑誌社からは安孫子貞次郎と内村の実弟で英文学者内村達三郎が執筆した。「詩壇」には蒲原有明、児玉花外、平木白星が寄稿した。
創刊号から8号までは月2回、9号から72号（終刊号）までは月3回発行された。松村介石、元田作之進、田岡嶺雲、山県五十雄、駒井権之助らが執筆した。
第18号からは、持主山県悌三郎が消えて、主筆内村鑑三になった。発行部数も二千数百部になり経営が安定した。編集者には、坂井義三郎、佐藤迷羊、西川光次郎、佐伯好郎、中村諦梁らが加わった。

## 読者
正宗白鳥、森本慶三、荻原碌山、相馬愛蔵、井口喜源治、朝比奈儀助、根本益次郎、今岡信一良、魚住影雄らに愛読された。

## 批判
内村の辛辣な批判派、多くの批判も招いた。高山樗牛も内村の論を愚論を決め付けて雑誌太陽に批判文を載せた。樗牛は、内村の論は極めて単調、極めて簡易であり、思想と現実が遊離しており、詩人的でしかない。国家に迫害されて大成したダンテのように、内村も「不敬事件」によって迫害を受けたので、「明治のダンテ」になるように書いた。それにたいして、内村は第13号で反論した。
1900年（明治33年）4月には『宗教座談』を刊行して、独立国の構想を述べている。

## 廃刊
1900年（明治33年）7月5日の第72号で突如廃刊され、東京独立雑誌社は解散した。その理由は、内村が校長を兼任していた女子独立学校の問題が原因で、佐伯ら社員と対立したことが原因であると言われる。
内村は東京独立雑誌の最終号に新雑誌の広告を掲載し、1900年10月に『聖書之研究』を創刊した。『聖書之研究』は内村が1930年（昭和5年）に死去するまで30年間刊行された。
一方、内村と対立した旧社員たちは、雑誌『東京評論』を創刊した。その初号には「東京独立雑誌社分裂について」という記事が付録で掲載された。